# Selvagem (2006)
The Wild (bra/prt: Selvagem) é um filme de animação estadunidense-canadense de 2006. É uma coprodução entre Buena Vista International e C.O.R.E Animation. O filme estreou dia 14 de abril de 2006 nos cinemas dos EUA.

## Sinopse
O filme conta a história do leão Sansão e seu filho Ryan. Os dois moram em um zoológico em Nova Iorque. Inspirado pelas histórias da selva contadas pelo seu pai e frustrado porque não consegue ser selvagem como ele, Ryan foge e Sansão vai em busca de seu filho, ajudado pelos amigos animais.

## Elenco
- Kiefer Sutherland como Sansão, o leão
- Dominic Scott Kay como Sansão criança
- Jim Belushi como Benny, o esquilo
- Greg Cipes como Ryan, o filho de Sansão
- Janeane Garofalo como Bridget a girafa
- Richard Kind como Larry, a sucuri
- Eddie Izzard como Nigel, o coala
- William Shatner como Kazar, o gnu profeta
- Bob Joles como Cloak, o camaleão
- Chris Edgerly como Camo, oCamaleão
- Patrick Warburton como Blag, o gnu
- Don Cherry como Pinguim da Copa Tartaruga
- Lenny Venito como Carmine, o jacaré de esgoto
- Joseph Siravo como Stan, o jacaré de esgoto
- Miles Marisico como Duke, o canguru
- Jack DeSana como Eze, o hipopótamo
- Colin Hay como Fergus, o flamingo
- Bronson Pinchot como Scraw, o abutre
- Jonathan Kimmel como Scab, o abutre
- Christan Argueta como Hamir, a pomba
- Colin Cunningham como Colin
- Kevin Michael Richardson como Pai do Sansão

## Recepção
Comentários do filme foram em gerais negativos conquistando 20% no Rotten Tomatoes levando o conceito: Com um enredo requentado e animação pouco impressionante, não há nada de selvagem em Wild.